# Emergo (waterschap)
Emergo is een voormalig waterschap gelegen in de oude gemeenten Oude Pekela, Scheemda en Winschoten.
Het is opgericht bij besluit van Provinciale Staten van Groningen van 15 november 1904 door de samenvoeging van het Zuiderveen en gronden in de Gockinga polder.
Het schap lag ten noordwesten van Oude Pekela. De noordgrens werd gevormd door de H.D. Vinkersweg, de oostgrens door de Zaaiweg, de zuidgrens lag bij de grens van de gemeenten Oldambt en Pekela, net als de westgrens. Het gemaal stond het noorden van de polder en sloeg uit op de Tweede of Bovenste Veensloot. Het waterschap Emergo werd opgeheven in 1955. De waterschappen Emergo en Scholtenswijk werden gefuseerd tot het waterschap Scholtenspolder.
Waterstaatkundig gezien ligt het gebied sinds 2000 binnen dat van het waterschap Hunze en Aa's.

## Trivia
In het gebied van dit waterschap is op 23 november 1973 het Emergobos geopend, een onderdeel van het daar gelegen recreatiegebied.